# Lac des Rouies
Le lac des Rouies est un  cirque glaciaire situé dans le parc national des Écrins. Il culmine à 2 722 m entre la cime du Vallon (3 406 m) et l'Olan (3 564 m). Sa superficie est de 7,31 ha.
Il est apparu au cours du retrait glaciaire, comme les lacs de l'Eychauda, d'Arsine, et des Quirlies.
Normalement, le lac aurait dû s’appeler « lac de La Lavey » car il apparaît aux pieds du glacier de La Lavey, d’autant qu’il existe un glacier des Rouies de l’autre côté de la montagne. La fonte des glaciers a dégagé, dans les années 1950, l'ombilic de surcreusement du glacier de La Lavey, que remplit maintenant le Lac des Rouies.

## Tourisme
Le site fait partie d'un ensemble de circuit de randonnée.

## Source
http://www.vallouimages.com/ecrins.htm